# Vécsy Attila
Vécsy Attila (Budapest, 1954. március 21. –) magyar fotóművész.

## Életpályája
1974-ben érettségi után fényképész szakmunkásbizonyítványt szerzett. 1974 és 1993 között a MTA Mezőgazdasági Kutató Intézet fotósa volt Martonvásáron, 1977-től a fotólabor vezetője. 1982-83-ban a MUOSZ Újságíró Iskola hallgatóinak laborgyakorlatokat tartott. 
1983 és 1987 között a MTA Zenetudományi Intézet fotólabor vezetője volt, 1993-tól 1998-ig a fényképész szakmunkásképző intézetben tanít.

## Díjai, elismerései
- Balogh Rudolf-díj (2018)[3]

### Egyéni kiállításai
- 1974 • Budapesti Fotóklub, Budapest
- 1978 • Brunszvik Klub, Martonvásár
- 1979 • Fiatal Művészek Klubja, Budapest
- 1980 • Bartók Galéria, Szeged
- 1981 • Fiatal Művészek Klubja, Budapest
- 1982 • Fiatal Művészek Klubja, Budapest
- 1986 • Felfelé áramlás, Fotóművészeti Galéria, Budapest
- 1987 • Molnár B. Ifjúsági Ház, Miskolc
- 1992 • Bécs
- 1997 • Még olcsóbb, Mai Manó Galéria, Budapest
- 2010 • New Wave, Magyar Fotográfiai Múzeum, Kecskemét[4]
- 2013 • Kutatók éjszakája, Magyar Tudományos Akadémia Agrártudományi Kutatóközpontja, Martonvásár[5]
- 2014 • Bontás és építés, Brunszvik - Beethoven Kulturális Központ, Martonvásár[6]

### Csoportos kiállításokon
- 1975 • Országos Színesdia Pályázat, Kecskemét
- 1980 * II. Esztergomi Fotóbiennálé, Esztergom[7]
- 1982 • Fiatal Fotó 1980 után, Miskolci Fotógaléria, Miskolc
- 1983 • Űrkőkorszaki csont és bőr , Szentendre[8]
- 1987 • Magyar Fotográfia ’87, Műcsarnok, Budapest • II. Országos Fotóművészeti Tábor kiállítása, Molnár Béla Ifjúsági Ház, Fotógaléria, Miskolc[9]
- 1988 • Fotogalerie, Bécs (kat.)
- 1991 • The Wall - Denver 2, Denver[10]
- 1993 • Magyar Fotográfia ’93, Vigadó Galéria, Budapest
- 1999 • A fénykép varázsa, Miskolci Galéria, Miskolc[11]
- 2006 • Plein air[12]
- 2007 • Formabontók 1, Budapest Galéria Kiállítóház, Budapest[13]
- 2014 • Nyitott kapuk, Budapest[14]
- 2015 • Brunszvik - Beethoven Kulturális Központ,  Martonvásár • Budapest Galéria, Budapest
- 2017 • Magyar fotográfia, Varsói Nemzeti Múzeum, Varsó (Muzeum Narodowe w Warszawie)[15]
- 2017 • Látkép, Robert Capa Kortárs Fotográfiai Központ, Budapest
- 2018 • Tavaszi Fesztivál, Rendezvényudvar, Martonvásár

## Publikációk
- Vécsy Attila: Óvodatörténeti Múzeum, Martonvásár[16]